# Открытие (пенсионный фонд)
НПФ «Открытие» (Негосударственный пенсионный фонд «Открытие») — бывший российский негосударственный пенсионный фонд. До переименования 28 декабря 2018 года — АО НПФ «Лукойл-Гарант». Основной акционер — ПАО Банк «ФК Открытие» — владел 99,9 % процентов акций фонда.
Фонд занимался деятельностью по обязательному пенсионному страхованию (ОПС) и реализовал программы по негосударственному пенсионному обеспечению (НПО).
Головной офис был расположен в Москве.
Генеральный директор — Филатов Максим Владимирович (c 27 января 2023 года).
3 мая 2024 года ЦБ РФ прекратил действие лицензии пенсионного фонда НПФ «Открытие», и началась процедура реорганизации и слияния с НПФ «ВТБ». В связи с присоединением головной организации «ФК Открытие» к БМ Банку, группы ВТБ, деятельность фонда упразднена.

## История
НПФ «Лукойл-Гарант» был основан в 1994 году. Учредителями фонда выступили нефтяная компания «Лукойл» и ряд ее дочерних предприятий.
30 января 2018 года три негосударственных пенсионных фонда: НПФ «Лукойл-Гарант», НПФ электроэнергетики и НПФ РГС, принадлежащие проходившему процедуру санации банку «ФК Открытие», подали ходатайство в Федеральную антимонопольную службу на объединение на базе НПФ «Лукойл-Гарант». Все три НПФ, на то время, входили в десятку самых крупных фондов, работавших с пенсионными накоплениями населения. Результатом такой реорганизации, по словам председателя правления «ФК Открытие» Михаила Задорнова должен был стать «крупнейший и надежный фонд, совокупные активы которого превысят 590 млрд руб., а количество клиентов — физических лиц составит порядка 8 млн человек».
17 августа 2018 года НПФ электроэнергетики и НПФ РГС завершили свое слияние на базе НПФ «Лукойл-Гарант», к которому перешли клиенты, а также права и обязанности этих двух фондов. В итоге объединенный НПФ стал одним из крупнейших в России с совокупным активом на 30 июня 2018 года 585,6 миллиардов рублей и общим количеством клиентов 7,9 миллиона человек, фактический владелец которого — Банк России, поскольку ему принадлежит 99,99 % акций ПАО Банк «ФК Открытие».
28 декабря НПФ «Лукойл-Гарант» делает заявление о завершении юридических процедур по переименованию фонда в АО «НПФ Открытие».
9 января 2024 года стало известно, что НПФ будет реорганизован путем присоединения к НПФ ВТБ.

## Рейтинги и показатели
АО НПФ «Открытие» осуществляет свою деятельность по пенсионному обеспечению и пенсионному страхованию согласно лицензии Банка России № 432 от 20.05.2014. В мае 2019 года Национальное рейтинговое агентство присвоило ему рейтинг — AAA.pf, с прогнозом "стабильный".
На 31 декабря 2018 года фонд на рынке НПФ занимал на 3-е место по пенсионным накоплениям (492 990 млн руб), 2-е по числу застрахованных лиц (7 415 120 чел.), и 3-е по числу участников (540 826 чел.).
В рейтинге крупнейших НПФ на 1 января 2019 года фонд занял второе место.
По итогам 3-го квартала 2019 года фонд показал доходность 11,97 % (второе место на рынке среди других фондов), с объемом накоплений 509 907.81 млн рублей (3 место) и количеством застрахованных человек 7 125 521 (2 место). ). По состоянию на 4 квартал 2019 НПФ "Открытие" сохранил позиции и также занял 2 место по сумме активов (602 520 082.96 тыс. рублей, 13,53% рынка) и по количеству застрахованных лиц (7 116 453 человек, доля рынка - 19,08%).
Однако доходность фонда упала до 10,33%, поставив его на 12 место среди других фондов, а объем накоплений составил 516 083,10 млн. рублей (3 место). На конец 2019 года фондом было выплачено пенсий на сумму 3229,18 млн. рублей, пенсию получили 75844 человек.
За первый квартал 2020 года общий убыток фонда составил 8,4 миллиарда рублей, а активы сократились на 3 процента до 585 миллиардов рублей.
Фонд является участником системы гарантирования прав застрахованных лиц.